# Lang Xu
Pas d'image ? Cliquez ici
Lang Xu, né le 11 novembre 1976 à Zhejiang et décédé le matin du 17 juin 2008 à 31 ans - à la suite d'un accident le 16 juin entre Mrakovo et Bogotse (plaine kazakhe) - à l'hôpital d'Orenbourg (Russie, sud de l'Oural), était un pilote automobile chinois, engagé en rallyes automobiles.

## Biographie
Il débute en rallye au début de la saison 2000 sur véhicule personnel, alors qu’il a 24 ans, prenant alors part à la toute première course de rallye jamais organisée par la FASC (The Federation of Automobile Sports of The People's Republic Of China).
En 2001, il rejoint Shanghai Volkswagen 333 Racing Team.
Il prend part à une épreuve du championnat mondial WRC en 2006, en Australie.
En 2007, il participe aux Asie-Pacifique Drift series, puis il revient aux rallyes-raid en 2008.
Il décède des suites d'un bris de sangle de remorquage en pleine face (violent choc du crochet et du câble, sur arrachage du treuil du véhicule d'assistance Nissan du Zhengzhou Oting Chine Team Dessouden, ayant enlevé son casque de protection à cause de la châleur d'été) durant la 5e étape de la première édition de la Transorientale (en) Saint-Pétersbourg-Pékin (organisée par René Metge et Gilles Martineau), le 17 juin 2008 à l'hôpital, alors qu'il était 4e au classement général provisoire (meilleure performance d'un chinois en rallye-raids internationaux jusqu'alors), en portant assistance à un groupe d'équipages enlisés, dont un britannique.
Considéré à la fin des années 2000 comme le rallyman chinois le plus expérimenté, il était prévu qu'il dispute de nouveau le Paris-Dakar à la fin de cette même année 2008, sur un Nissan Zhengzhou Dongfeng Oting officiel, toujours préparé par Dessoude.

## Palmarès

### Titre
- Triple Champion de Chine CRC de classe (China Rally Championship, organisé par la FASC):[réf. nécessaire]
  - 2002 et 2003, catégorie 1 600 cm3 (1,6 L);
  - 2004, en groupe N;
  - 10e de l'Intercontinental Rally Challenge en 2007.

### Victoires
- Rallye de Longyou (et vainqueur de groupe 1600 cm³) en 2003 (CRC);[réf. nécessaire]
- Vainqueur de groupes (1 600 cm3 et N2) au rallye de Chine Shaoguan en 2001 (APRC et CRC);
- Vainqueur de groupe (1 600 cm3) au rallye de Wuhan en 2002 (CRC);
- Vainqueur de groupe (1 600 cm3) au rallye de Beijing (Pékin) en 2002 et 2003 (CRC);
- Vainqueur de groupe (1 600 cm3) au rallye de Chine Shaoguan en 2002 (APRC et CRC);
- Vainqueur de groupe (N2) au rallye de Thaïlande en 2003 (APRC);
- Vainqueur de groupe (N) au rallye de Shanghai en 2004 (CRC) (et prix du meilleur pilote en course);
- Une étape spéciale, lors de la Course Transorientale 2008, sur Nissan Paladin Zhengzhou Dongfeng Oting (copilote Fabian Lurquin; 1er succès chinois dans un rallye-raid, avec le team Zhengzhou Nissan Corp - Dessoude ).

### Podiums en CRC
- 2e du rallye de Shangai: 2006 sur Mitsubishi Lancer Evo VIII;
- 2e du rallye de Jinshan: 2007 sur Evo VIII;
- 3e du rallye de Chine: 2005 sur Evo VIII et 2007 sur Evo IX;
- 3e du rallye de Pékin: 2007 sur Evo VIII;
- 3e du rallye de Kaiyang: 2007 sur Subaru Impreza STi;

### En championnatWRC
- 19e du rallye d'Australie en 2006 (copilote le local Dale Moscatt, sur Mitsubishi Lancer Evo VIII du team Wu Ming Rally) (et 12e en P-WRC) (ARC);

### En championnatAPRC
- 2e du rallye de Pékin (Beijing) en 2002 (CRC);
- 2e de groupe (1 600 cm3) du rallye de Chine Changshun en 2001 et 2003 (CRC);
- 2e de groupe (N) au rallye de Liu Panshui en 2005 (CRC);
- 2e de groupe (N) au rallye de la province de Guizhou en 2005 (CRC);
- 2e de groupe (N) au rallye de Songming en 2005 (CRC);
- 2e de groupe (N) au rallye de Shangai en 2006 (CRC);
- 3e de groupes (1 600 cm3 et N2) au rallye de Chine Shaoguan en 2000 (CRC);
- 3e de groupe (1 600 cm3) au rallye de Shangai en 2002 (CRC);
- 3e de groupe (N) au rallye de Shangai en 2005 (CRC);
- 3e de groupe (N) au rallye de Longyou en 2005 (CRC);
- 3e du rallye de Chine Shaoguan en 2007 (copilote Yu Huang, sur Mitsubishi Lancer Evo IX du team Wu Ming Rally) (à Chang Sheng Qiao) (CRC);
- 4e du rallye de Chine Shaoguan en 2005 (copilote Shaojun Huang, sur Mitsubishi Lancer Evo VIII du team Honghe Rally) (CRC);
- 14e du rallye de Thaïlande en 2003 (copilote Junwei Fang, sur Volkswagen Polo GTI du team China SVW 333 Rally).

### En championnatIRC
- 2e du rallye de Chine en 2007 (copilote Y.Huang, sur Mitsubishi Lancer Evo IX).

### Classements notables en championnats nationaux, et rallye-raids
- 2e du rallye de Pékin (Beijing) en 2003 (CRC);
- 2e de groupes (1 600 cm3 et N2) au rallye de Fuzhou en 2000 (épreuve CRC, sous l'égide de la fédération FASC);
- 2e de groupe (1 600 cm3) au rallye de Changshun en 2001 et 2003 (CRC);
- 3e de groupes (1 600 cm3 et N2) au rallye de Shaoguan en 2000 (CRC);
- 3e de groupe (1 600 cm3) au rallye de Kunming en 2001 (CRC);
- 3e du rallye d'Inde MRF (et de groupe N4) en 2002 (épreuve INRC, sous l'égide de la fédération MAI; copilote son compatriote Guangyuan Men, sur Subaru Impreza WRX du team Grand Tour Tyres);
- 19e du rallye Paris-Dakar en 2006 (copilote le belge Fabian Lurquin (fils de Jean-Marie Lurquin), sur Nissan Paladin T1 Catégorie SuperProduction du team Nissan Dessoude) (44e en 2005 et abandon en 2004, même équipage les deux fois sur Nissan-Dessoude Paladin)[1];
- Participations au Quit Forest rally (ARC) et au Western Australia rally (ARC) en 2006 (5e de la 1re manche pour l'un, et 9e de la 2e manche pour l'autre).

## Distinctions
- Flying-King of the Year, désigné par la FASC en 2002;
- Flying-King of the Year in 1,6 L., en 2003.